# Acrópole (revista)
Acrópole foi uma revista brasileira cujo tema principal era arquitetura, também possuindo artigos sobre urbanismo e decoração que circulou no país entre 1938 e 1971.
Foi fundada por Roberto A. Corrêa de Brito em maio de 1938, na cidade de São Paulo, passando a ser dirigida por Max M. Gruenwald de 1953 até seu encerramento. Durante seus quase 34 anos de publicação, foi uma das mais importantes revistas de arquitetura no país, ao lado das revistas Módulo e Habitat.
A revista trazia projetos arquitetônicos nacionais e internacionais, com foco na cidade de São Paulo. Projetos de decoração e urbanismo também eram frequentes, assim como textos teóricos e opinativos. Apesar de ser considerada uma revista comercial, que sobrevivia através das propagandas, ela também é tida como uma publicação de vanguarda.
As capas produzidas por F. G. Corrêa Dias, Augusto Boccara, Alexandre Wollner, Lúcio Grinover, entre outros, oferecem importante fonte de documentação do desenvolvimento do design gráfico brasileiro ao longo de três décadas, assim como as diversas propagandas veiculadas no miolo da publicação, normalmente sobre produtos de construção civil ou móveis decorativos.

## Acervo Digitalizado
Todos os números da revista foram digitalizados e disponibilizados na internet de graça pela FAUUSP em 25 de junho de 2014. São 391 fascículos e mais de 23 mil páginas online, no endereço http://www.acropole.fau.usp.br/.